# Mayoría global
«Mayoría global» es un término colectivo para los grupos étnicos que constituyen aproximadamente el 85 por ciento de la población mundial. Se ha utilizado como alternativa a términos que se consideran racializados como «minoría étnica» y «persona de color», o términos más regionales como «minoría visible» en Canadá y BAME (Black, Asian and Minority Ethnic, «negro, asiático y de minorías étnicas») en el Reino Unido.

## Terminología
El término se usó ya en 2003 como una forma de desafiar la normatividad de una mayoría blanca o una perspectiva eurocéntrica. Sus defensores argumentan que términos como «minoría étnica» marginan las habilidades, las formas de pensar y las experiencias vividas de las personas de origen africano, asiático, indígena o de doble herencia. En conjunto, se dice que estos grupos constituyen el 85 por ciento de la población mundial. Por lo tanto, términos como minoría étnica, persona de color, minoría visible y BAME fueron criticados por racializar la etnicidad.
Sin embargo, el término «mayoría global» ha sido cuestionado en varios frentes. No incluye grupos étnicos blancos que son minorías culturales en sociedades de mayoría blanca, como irlandeses, judíos y romaníes en el Reino Unido. También se considera que usa «mayoría» fuera de contexto y, por lo tanto, distorsiona el lenguaje.

## Canadá
El término minoría visible es un término legal utilizado en diferentes sectores del gobierno canadiense, y ha sido definido por la Ley de Equidad en el Empleo como «alguien (que no sea una persona indígena...) que no sea de color/raza blanca, independientemente del lugar de nacimiento». El término también es utilizado por Statistics Canada, aunque actualmente se encuentra bajo revisión consultiva.
En ciertas partes de Canadá, como Vancouver y Toronto, las «minorías visibles» constituyen la mayoría de la población. Los defensores del término «mayoría global» argumentan que el término «minoría visible» crea un grupo racializado, en contraste con la población canadiense blanca.

## Estados Unidos
En los Estados Unidos, el término «mayoría global» se ha utilizado desde principios de la década de 2000 como una forma de referirse a los países en vías de desarrollo. Organizaciones como «Global Majority», fundada por el senador de California Bill Monning, se enfocan en la resolución no violenta de conflictos con respecto a disputas globales. Asimismo, la Universidad Americana en Washington D. C. ofrece un curso de pregrado de educación general sobre el tema que se enfoca en los países en desarrollo. Desde 2010, la Universidad Americana ha publicado un Global Majority E-Journal («diario electrónico de la mayoría global») para estudiantes relacionado con este curso.
Sin embargo, desde la pandemia de COVID-19, el término se ha utilizado como una forma de hablar sobre el racismo en los Estados Unidos. Algunos prefieren el término por sobre «persona de color», ya que este último se enfoca en un binario histórico entre los afroestadounidenses como «personas de color» y «personas blancas sin color», enfatizando así la raza y la centralidad blanca. La «mayoría global» se ha visto como una forma de resaltar los procesos psicológicos relacionados con la raza y de poner mayor énfasis en las voces menos prominentes en los espacios dominados por los blancos.

## Reino Unido
En medio de las protestas de Black Lives Matter en el Reino Unido, hubo un debate creciente sobre cómo describir mejor a los diferentes grupos étnicos. Esto condujo a la creación de la «Comisión sobre Disparidades Raciales y Étnicas» del gobierno del Reino Unido, que concluyó en marzo de 2021 que el término BAME era «inútil y redundante».
En 2020, la Iglesia de Inglaterra creó un grupo de trabajo contra el racismo conformado por arzobispos para examinar el racismo en la iglesia. En ese momento, utilizaba principalmente el término United Kingdom Minority Ethnic (UKME, «Minoría étnica del Reino Unido»). Cuando se publicó el informe del grupo de trabajo en abril de 2021, eligió una descripción más amplia de United Kingdom Minority Ethnic/Global Majority Heritage (UKME/GMH, «Minoría étnica del Reino Unido/Patrimonio de la mayoría global») como más apropiada que BAME. El lenguaje de «patrimonio de la mayoría global» se considera un recordatorio de que las minorías a menudo provienen de una cultura mayoritaria antes de emigrar al Reino Unido. Sin embargo, algunos han rechazado el término porque se considera asociado con la teoría crítica de la raza y las teorías interseccionales.
En noviembre de 2022, el Ayuntamiento de Westminster, dirigido por laboristas, se comprometió a reemplazar BAME con «mayoría global». Sin embargo, el parlamentario conservador John Hayes comentó que el cambio era parte de la «agenda de la izquierda liberal» y dijo que «las minorías y las mayorías tienen que ver con el contexto: no se puede usar el término 'mayoría' fuera de contexto y asumir que ofrece algún tipo de descripción precisa» y que el cambio de lenguaje es «profundamente siniestro y debe ser resistido en todo momento».